# Vassili Biskoupski
Vassili Viktorovitch Biskoupski (en russe : Василий Викторович Бискупский, 27 juillet 1878 - 18 juin 1945) est un général de cavalerie russe, figure de proue des russes émigrés blancs monarchistes et nationalistes en Allemagne, figure de la collaboration russe sous le régime nazi.

## Biographie
Il naît dans le gouvernement de Kharkov, dans une famille noble d'origine petite-russienne ; son père est le vice-gouverneur de Tomsk. Il poursuit ses études au 2e corps de cadets de Saint-Pétersbourg, puis à l'école de cavalerie Nicolas.
Fuyant la Russie après la révolution d'Octobre, il émigre en Allemagne. Il aide ensuite Piotr Chabelski-Bork et Sergueï Taboritski à préparer l'attentat visant Pavel Milioukov qui causa la mort de Vladimir Dmitrievitch Nabokov, père de l'écrivain du même nom.
Il aide au financement du NSDAP,,.
En 1936, Hitler le met à la tête du "Vertrauensstelle für russische Flüchtlinge in Deutschland", un organisme du gouvernement nazi chargé de s'occuper des émigrés russes présents sur le sol allemand. Il semblerait qu'il se soit éloigné du régime nazi à l'approche de la défaite allemande, au point d'être limogé de son poste de dirigeant de la VRFD et d'être brièvement emprisonné par le régime nazi.